# Daleszec
Daleszec – przysiółek wsi Kluczyce w Polsce, położony w województwie świętokrzyskim, w powiecie włoszczowskim, w gminie Secemin.
W latach 1975–1998 przysiółek administracyjnie należał do województwa częstochowskiego.